# خورخي كابرال
خورخي كابرال (بالبرتغالية: Jorge Cabral) هو عسكري برتغالي، (ولد في البرتغال 1500 – القرن 16 م).